# Challenger AAT Legión Sudamericana 2023 - Doppio
Arklon Huertas del Pino e Conner Huertas del Pino erano i detentori del titolo ma sono stati eliminati in semifinale.
In finale Francisco Comesaña e Thiago Seyboth Wild hanno sconfitto Hernán Casanova e Santiago Fa Rodríguez Taverna con il punteggio di 6–3, 6(5)–7, [10–6].

## Teste di serie
1. Hernán Casanova /  Santiago Fa Rodríguez Taverna (finale)
2. Arklon Huertas del Pino /  Conner Huertas del Pino (semifinale)

1. Leonardo Aboian /  Ignacio Monzón (primo turno)
2. Francisco Comesaña /  Thiago Seyboth Wild (campioni)

## Wildcard
1. Facundo Juárez /  Juan Bautista Otegui (primo turno)

1. Alex Barrena /  Santiago de la Fuente (primo turno)

## Tabellone

### Legenda
| - Q = Qualificato - WC = Wild card - LL = Lucky loser | - ALT = Alternate - SE = Special Exempt - PR = Protected Ranking | - w/o = Walkover - r = Ritirato - d = Squalificato |

|  | Primo turno | Primo turno                             | Primo turno                             | Primo turno | Primo turno |  |  | Quarti di finale | Quarti di finale                        | Quarti di finale                        | Quarti di finale                      | Quarti di finale                      |      |     | Semifinali | Semifinali                                    | Semifinali                | Semifinali                             | Semifinali |      |      | Finale | Finale | Finale | Finale | Finale |  |
|  |             |                                         |                                         |             |             |  |  |                  |                                         |                                         |                                       |                                       |      |     |            |                                               |                           |                                        |            |      |      |        |        |        |        |        |  |
|  | 1           | H Casanova S Rodríguez Taverna          | H Casanova S Rodríguez Taverna          | 6           | 7           |  |  |                  |                                         |                                         |                                       |                                       |      |     |            |                                               |                           |                                        |            |      |      |        |        |        |        |        |  |
|  |             | P Boscardin Dias G Heide                | P Boscardin Dias G Heide                | 3           | 5           |  |  | 1                | H Casanova S Rodríguez Taverna          | H Casanova S Rodríguez Taverna          | 6                                     | 6                                     |      |     |            |                                               |                           |                                        |            |      |      |        |        |        |        |        |  |
|  |             | M Pucinelli de Almeida JL Reis da Silva | M Pucinelli de Almeida JL Reis da Silva | 6           | 6           |  |  |                  | M Pucinelli de Almeida JL Reis da Silva | M Pucinelli de Almeida JL Reis da Silva | 4                                     | 0                                     |      |     |            |                                               |                           |                                        |            |      |      |        |        |        |        |        |  |
|  |             | W Leite G Villanueva                    | W Leite G Villanueva                    | 0           | 2           |  |  |                  |                                         |                                         |                                       |                                       |      |     | 1          | H Casanova S Rodríguez Taverna                | 5                         | 7                                      | [11]       |      |      |        |        |        |        |        |  |
|  | 3           | L Aboian I Monzón                       | L Aboian I Monzón                       | 3           | 4           |  |  |                  |                                         |                                         | D Dutra da Silva G Lama               | 7                                     | 6(4) | [9] |            |                                               |                           |                                        |            |      |      |        |        |        |        |        |  |
|  |             | D Dutra da Silva G Lama                 | D Dutra da Silva G Lama                 | 6           | 6           |  |  |                  | D Dutra da Silva G Lama                 | 6                                       | 4                                     | [10]                                  |      |     |            |                                               |                           |                                        |            |      |      |        |        |        |        |        |  |
|  |             | M Janvier J Pereira                     | M Janvier J Pereira                     | 6           | 79          |  |  |                  | M Janvier J Pereira                     | 3                                       | 6                                     | [8]                                   |      |     |            |                                               |                           |                                        |            |      |      |        |        |        |        |        |  |
|  | WC          | F Juárez JB Otegui                      | F Juárez JB Otegui                      | 0           | 6(7)        |  |  |                  |                                         |                                         |                                       |                                       |      |     | 1          | Hernán Casanova Santiago Fa Rodríguez Taverna | 3                         | 7                                      | [6]        |      |      |        |        |        |        |        |  |
|  |             | JI Galarza T Lipovšek Puches            | JI Galarza T Lipovšek Puches            | 2           | r           |  |  |                  |                                         |                                         |                                       |                                       |      |     |            |                                               | 4                         | Francisco Comesaña Thiago Seyboth Wild | 6          | 6(5) | [10] |        |        |        |        |        |  |
|  |             | I Carou M Zukas                         | I Carou M Zukas                         | 5           |             |  |  |                  | I Carou M Zukas                         | I Carou M Zukas                         | 3                                     | 5                                     |      |     |            |                                               |                           |                                        |            |      |      |        |        |        |        |        |  |
|  |             | N Nakagawa J Panta                      | N Nakagawa J Panta                      | 1           | 4           |  |  | 4                | F Comesaña T Seyboth Wild               | F Comesaña T Seyboth Wild               | 6                                     | 7                                     |      |     |            |                                               |                           |                                        |            |      |      |        |        |        |        |        |  |
|  | 4           | F Comesaña T Seyboth Wild               | F Comesaña T Seyboth Wild               | 6           | 6           |  |  |                  |                                         |                                         |                                       |                                       |      |     | 4          | F Comesaña T Seyboth Wild                     | F Comesaña T Seyboth Wild | 6                                      | 6          |      |      |        |        |        |        |        |  |
|  |             | V Aboian M Dellien                      | 4                                       | 6           | [10]        |  |  |                  |                                         | 2                                       | A Huertas del Pino C Huertas del Pino | A Huertas del Pino C Huertas del Pino | 2    | 4   |            |                                               |                           |                                        |            |      |      |        |        |        |        |        |  |
|  | WC          | A Barrena S de la Fuente                | 6                                       | 2           | [6]         |  |  |                  | V Aboian M Dellien                      | V Aboian M Dellien                      | 2                                     | 3                                     |      |     |            |                                               |                           |                                        |            |      |      |        |        |        |        |        |  |
|  |             | RA Burruchaga T Farjat                  | RA Burruchaga T Farjat                  | 6(2)        | 3           |  |  | 2                | A Huertas del Pino C Huertas del Pino   | A Huertas del Pino C Huertas del Pino   | 6                                     | 6                                     |      |     |            |                                               |                           |                                        |            |      |      |        |        |        |        |        |  |
|  | 2           | A Huertas del Pino C Huertas del Pino   | A Huertas del Pino C Huertas del Pino   | 7           | 6           |  |  |                  |                                         |                                         |                                       |                                       |      |     |            |                                               |                           |                                        |            |      |      |        |        |        |        |        |  |